# Ortiga (Mação)
Ortiga is een plaats (freguesia) in de Portugese gemeente Mação en telt 627 inwoners (2001).